# Armalcolite
L'armalcolite (anche abbreviato "arm") è un minerale che fu scoperto alla Statio Tranquillitatis sulla luna dall'equipaggio dell'Apollo 11 nel 1969. Fu chiamato unendo le iniziali dei cognomi Armstrong, Aldrin e Collins, i tre astronauti. Esemplari di questo minerale furono scoperti successivamente in varie località della terra.
La formula chimica dell'Armalcolite è (Mg,Fe++)Ti2O5. Ha una durezza di 6 secondo la Scala di Mohs ed una Gravità specifica di 4.

## Abito cristallino
Ortorombica bipiramidale

## Origine e giacitura
L'armalcolite è un minerale minore presente nelle rocce basaltiche ricche di titanio, nella lava vulcanica e talvolta nella pegmatite di granito, nelle rocce ultramafiche, nelle lamproiti e nelle kimberliti.

## Forma in cui si presenta in natura
È associato a vari ossidi misti di ferro-titanio, grafite, analcime, diopside, ilmenite, flogopite e rutilo. Forma cristalli allungati fino a circa 0,1-0,3 mm di lunghezza incorporati in una matrice di basalto. L'analisi petrolgrafica suggerisce che l'armaalcolite si forma tipicamente a basse pressioni e alte temperature.